# Santō Kyōden
En aquest nom japonès, el cognom és Santō.
Santō Kyōden (japonès: 山东京伝), 13 de setembre de 1761- Edo, 27 d'octubre de 1816) fou un poeta, escriptor i artista en el període Edo. El seu veritable nom era Iwase Samuru (岩瀬醒), I també se'l coneix popularment com Kyōya Denzō (京屋伝蔵).

## Obres

### Kibyōshi
- Els més venuts familiars (御存商売物, Gozonji no Shōbaimono) (1782)
- Playboy, torrat a l'estil d'Edo (江戸生艶気蒲焼, Edo Umar uwaki no kabayaki) (1785)
- L'Unseamly Silverpiped Swingers (扮接银烟管, Sogitsugi gingiseru) (1788)
- Shingaku Hayasomekusa (心学早染草) (1790)

### Sharebon
- Musukobeya (令子洞房) (1785)
- El Palau (通言総篱, Tsūgen Sōmagaki) (1787)
- Kokei no Sansho (古契三娼) (1787)
- El quaranta-vuit en la compra d'una prostituta (倾城买四十八手, Keiseikai Shijūhatte) (1790)
- Shigeshige Chiwa (繁千话) (1790)
- Shikake Bunko (仕悬文库) (1791)
- Nishiki no Ura (锦之里) (1791)
- La cortesana del sedàs de seda (娼妓绢籭, Shogi Kinuburui) (1791)

### Yomihon
- Chūshin Suikoden (忠臣水浒伝?) (1799)
- Udonge Monogatari (优昙华物语?) (1804)
- Sakura Hime Zenden Akebono no Zōshi (桜姫全伝曙草子?) (1805)
- Mukashigatari Inazuma Byōshi (昔话稲妻表纸?) (1806, traduït per Carmen Blacker com «La sandàlia de palla o El Pergamí dels Cent Crancs», Global Oriental, 2008, ISBN 1-905-24664-1)